# Hua–Yi
La distinción entre Huá y Yí (chino: 華 夷 之 辨; pinyin: Huá Yí zhī biàn), también conocida como dicotomía chino-bárbara, es un antiguo concepto chino que diferenciaba entre «China» definida como Huá o Huaxia 華夏, de los pueblos culturalmente extranjeros llamados genéricamente Yí, convencionalmente traducido como «bárbaros», ya que sus connotaciones son similares al concepto grecorromano de «barbarie».
La distinción Hua-Yi afirma la superioridad china, pero implica que cualquier Yi puede convertirse en Huá adoptando los valores de la civilización china. 
En la historia de China hubo tres elementos que se usaron para  «distinción Hua-Yi», a saber: el origen étnico (血缘, literalmente «parentesco consanguíneo») la ubicación geográfica (地缘, «límite del territorio») y los marcadores culturales (仪等文化, «rituales») expresados en la vestimenta y la etiqueta. Esta distinción es fundamental en el confucianismo, el cual sostenía que el pueblo Han vivía en el país central (汉 地, Hàn de) y era el núcleo de la civilización.

## Origen

China bajo la Dinastía Zhou con la indicación de los Huaxia, los chinos, y los cuatro reinos bárbaros o Siyi.

La Antigua China se formó a partir de un grupo de estados establecidos en el valle del Río Amarillo. Durante la dinastía Zhou (c.  1041–771 a. C.) la diferencia entre el dominio de los reyes Zhou, considerado chino, y sus vecinos, los cuatro reinos bárbaros, en especial los Xirong, al oeste, y los Dongyi, al este, «era más bien político que cultural o étnico». En el período conocido como Zhou Oriental,(770-256 a. C.) este contraste se acentuó a partir de la adopción de los rituales Zhou, considerados como el arquetipo de la forma civilizada de comportarse. Desde ese momento el consenso académico considera que apareció la diferencia Huá - Yí Los historiadores están ampliamente de acuerdo en que la distinción entre Huà y Yí surgió durante ese período.